# Frédéric-Joseph de Cacqueray
Pour les articles homonymes, voir Cacqueray.
Pour les autres membres de la famille, voir Famille de Cacqueray.
Frédéric-Joseph, chevalier de Cacqueray (14 décembre 1771, Angers - 12 février 1845, La Jumellière), est un militaire et homme politique français.

## Biographie
Sous-lieutenant en 1786 dans Royal-cavalerie, que commandait alors son père comme lieutenant-colonel, il émigra à l'armée de Condé, fut admis en 1794 au régiment de Castries, embarqué à Hambourg à destination de l'Angleterre, puis envoyé au Portugal. Quand son régiment fut licencié, il rejoignit son père à Londres et s'occupa, pour vivre, d'enluminer des estampes. 
Rentré en France en 1802, il devint, sous l'Empire, maire de La Jumellière. 
Il accueillit avec joie la Restauration, qui le fit chevalier de Saint-Louis, et commanda une division de la levée vendéenne de 1815.
Il entra au conseil d'arrondissement en 1816 et au conseil général de Maine-et-Loire en 1824. Le 17 novembre 1827, Cacqueray fut élu, au collège de département, comme candidat du gouvernement, député de Maine-et-Loire. Il vota constamment avec les royalistes du côté droit. Réélu le 12 juillet 1830, il resta fidèle à ses opinions légitimistes, se démit de ses fonctions de maire de La Jumellière après la révolution de 1830 et, refusant le serment à la monarchie de Juillet, envoya sa démission de député.
Cacqueray fut compromis dans les troubles qui suivirent, comme ayant donné asile à deux insurgés du Bocage. Acquitté par le jury de Blois en octobre 1832, il revint à La Jumellière.
Vers 1840, il fait construire à Angers l'hôtel de Cacqueray. Cependant, c'est à La Jumellière qu'il meurt le 12 février 1845.

## Sources
- « Frédéric-Joseph de Cacqueray », dans Adolphe Robert et Gaston Cougny, Dictionnaire des parlementaires français, Edgar Bourloton, 1889-1891 [détail de l’édition]